# Дром
Дром (фр. Drôme) — департамент на південному сході Франції, один з департаментів регіону Овернь-Рона-Альпи. Порядковий номер 26.
Адміністративний центр — Валанс. Станом на 2019 рік населення департаменту складало 516 762 особи (52-е місце серед департаментів).

## Географія
Площа території 6530 км². Через департамент протікають річки Рона і Дром.
Департамент включає 3 округи, 36 кантонів і 369 комун.

## Історія
Дром — один з перших 83 департаментів, утворених під час Великої французької революції в березні 1790 р. Виник на території колишньої провінції Дофіне. Назва походить від річки Дром.